# Liste der Biografien/Mv
Liste der Biografien |
Portal Biografien |
Personensuche
# |
A |
B |
C |
D |
E |
F |
G |
H |
I |
J |
K |
L |
M |
N |
O |
P |
Q |
R |
S |
T |
U |
V |
W |
X |
Y |
Z |
?
 
Ma |
Mb |
Mc |
Md |
Me |
Mf |
Mg |
Mh |
Mi |
Mj |
Mk |
Ml |
Mm |
Mn |
Mo |
Mp |
Mq |
Mr |
Ms |
Mt |
Mu |
Mv |
Mw |
Mx |
My |
Mz
Die Liste der Biografien führt alle Personen auf, die in der deutschsprachigen Wikipedia einen Artikel haben. Dieses ist eine Teilliste mit 16 Einträgen von Personen, deren Namen mit den Buchstaben „Mv“ beginnt.

## Mv
- MV Bill (* 1974), brasilianischer Rapper

### Mve
- Mvé Engone, Basile (* 1941), gabunischer Geistlicher, emeritierter römisch-katholischer Erzbischof von Libreville
- Mveh, Henri (* 1951), kamerunischer Radrennfahrer
- Mvemve, Zithulele Patrick (1941–2020), südafrikanischer Geistlicher und römisch-katholischer Bischof von Klerksdorp

### Mvi
- Mvibudulu, Stephane (* 1993), kongolesischer Fußballspieler
- M’Vila, Yann (* 1990), französischer Fußballspieler

### Mvo
- Mvogo, Yvon (* 1994), schweizerischer FussballspielerYvon Mvogo (* 1994)

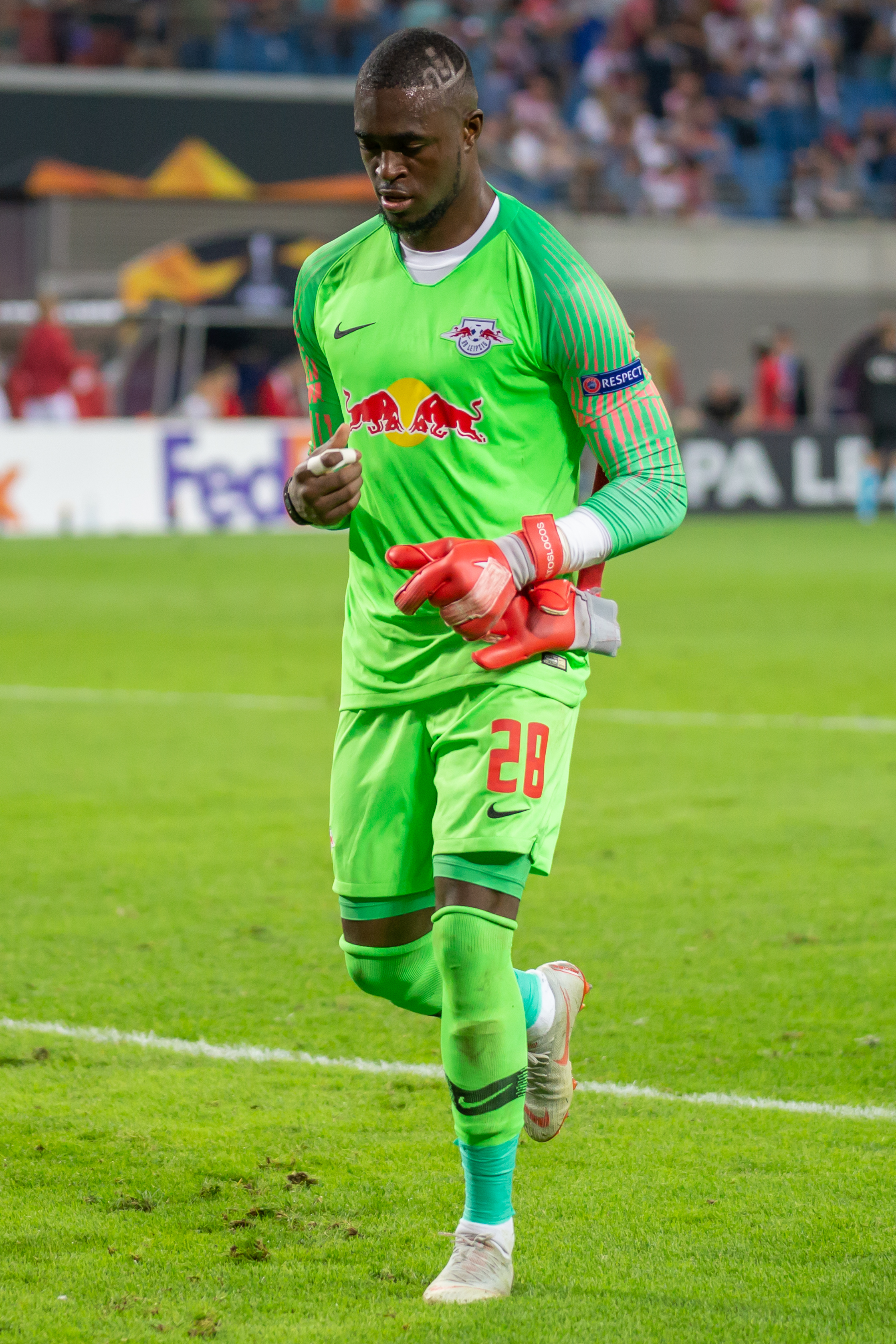
Yvon Mvogo (* 1994)

- Mvondo, Esther (* 1975), kamerunische Leichtathletin
- Mvouba, Isidore (* 1954), kongolesischer Politiker
- Mvoué, Steve (* 2002), kamerunischer Fußballspieler

### Mvu
- Mvubu, Mthunzi, südafrikanischer Jazzmusiker (Saxophon, Komposition)
- Mvuemba, Arnold (* 1985), französischer Fußballspieler
- Mvuka, Joel (* 2002), norwegisch-burundischer Fußballspieler
- Mvula, Laura (* 1987), britische Soulpopsängerin
- Mvumbi Thierry, Gauthier (* 1994), französischer und kongolesischer Handballspieler
- Mvusi, Linda, südafrikanische Architektin und ehemalige Schauspielerin